# Liga Norte de Futsal de 2009
A liga norte de futsal 2009 é a 5ª edição do campeonato regional da modalidade e dá vaga para a quinta edição da Superliga de Futsal 2010. O campeonato foi sediado nas cidades de Porto Velho (RO) e Belém (PA) contendo 16 times divididos em 4 chaves. A primeira fase ocorreu em Porto velho (RO) e Belém (PA) tendo como classificados Shouse (PA) e ESMAC (PA) nas chaves C e D de Belém, e , AABB/Unimed (AC) e Abílio Nery (AM) nas chaves A e B de Porto Velho. Na segunda fase o título de Campeão foi decidido em quadrangular entre os times classificados da primeira fase. Tendo como campeão pela quarta vez o time da ESMAC (PA).